# Гофштеттен (Баден-Вюртемберг)
Гофштеттен (нім. Hofstetten) — громада в Німеччині, знаходиться в землі Баден-Вюртемберг. Підпорядковується адміністративному округу Фрайбург. Входить до складу району Ортенау.
Площа — 18,15 км2. Населення становить 1805 ос. (станом на 31 грудня 2020).